# Sonata per pianoforte n. 3 (Skrjabin)
La Sonata per pianoforte n. 3 in fa diesis minore, Op. 23, di Aleksandr Nikolaevič Skrjabin fu composta tra il 1897 e il 1898. La sonata è composta da quattro movimenti, un'esecuzione richiede mediamente 18 minuti.

## Contesto
Skrjabin era stato sposato con una giovane pianista, Vera Ivanovna Isaakovič, nell'agosto del 1897. Dopo aver tenuto la sua prima esecuzione del suo Concerto per pianoforte a Odessa, Skrjabin e sua moglie andarono a Parigi, dove iniziò a lavorare sulla nuova sonata. Si dice che Skrjabin abbia definito il lavoro finito "gotico", poiché evocava l'impressione di un castello in rovina. Alcuni anni dopo, tuttavia, ideato una musica a programma diversa per questa sonata intitolata "Stati dell'anima":
1. Drammatico: L'anima, libera e selvaggia, gettata nel mulinello della sofferenza e della lotta.
2. Allegretto: Una tregua apparente e illusoria; stanca della sofferenza, l'anima vuole dimenticare, vuole cantare e prosperare, nonostante tutto. Ma il ritmo leggero, le armonie fragranti sono solo una copertura attraverso la quale brilla l'anima irrequieta e languida.
3. Andante: Un mare di sentimenti, teneri e dolorosi: amore, dolore, vaghi desideri, pensieri inspiegabili, illusioni di un sogno delicato.
4. Presto con fuoco: Dalla profondità dell'essere si alza la voce temibile dell'uomo creativo la cui canzone vittoriosa risuona trionfante. Ma troppo debole ancora per raggiungere l'apice si tuffa, temporaneamente sconfitto, nell'abisso del non essere.[2]

Insieme a Camille Saint-Saëns, Edvard Grieg  e Sergej Rachmaninov, Skrjabin è uno dei pochi compositori dell'era romantica ad aver lasciato un'eredità registrata. Registrò questa sonata prima del 1912 su rotoli di pianoforte per la Hupfeld-Phonola, un produttore tedesco di pianole. Questa registrazione include alcune deviazioni rispetto musica stampata. Molte delle sonate sono state anche registrate dal genero di Skrjabin, Vladimir Sofronickij. Altre registrazioni degne di nota comprendono quelle di Vladimir Ashkenazy, Ėmil' Gilel's, Vladimir Horowitz, Glenn Gould, Evgenij Kissin, Garrick Ohlsson e Burkard Schliessmann.

## Struttura e contenuto
La sonata presenta un tipico schema a quattro movimenti con una forma sonata di apertura, uno scherzo ternario, un movimento lento (sempre in forma ternaria) e un finale in forma di sonata. Inoltre, come altri compositori russi (Čajkovskij, Rachmaninov, ecc.), Skrjabin si avvale della forma ciclica, in questo caso facendo riferimento ai movimenti I e III nel finale.

### Drammatico
Il primo movimento è organizzato in una forma sonata convenzionale senza ripetizioni. La sonata si apre con un primo tema drammatico in Fa diesis minore, con le misure 1 e 2 che presentano gli insistenti motivi ritmici che pervaderanno quella sezione. Il tema è insolitamente breve, si estende su solo 8 battute e termina in pausa sull'accordo dominante. Successivamente la transizione che segue di 16 battute sviluppa il materiale precedente in diverse esplosioni violente, divergendo progressivamente dalla chiave originale e preparando l'ingresso del secondo tema.
In contrasto con la turbolenta prima sezione, il secondo tema in La maggiore, che inizia alla misura 24, è calmo e segnato cantabile. Le prime 6 battute presentano la prima metà di questa sezione, il cui motivo discendente iniziale verrà riutilizzato durante tutto il movimento. La seconda metà, con un tempo leggermente più vivido e segnato poco scherzando, presenta un contrappunto imitativo in entrambe le mani.
A partire dalla misura 43 il secondo tema porta alla placida codetta, sempre in La maggiore, che si basa sul tema iniziale. Le quattro battute di apertura modificate del pezzo sono scritte due volte, prima da sole e poi sopra il motivo discendente del secondo tema. Le quattro battute che seguono mettono fine all'esposizione di questo movimento.
La sezione di sviluppo modulante, a partire dalla misura 55, torna alla modalità minore e utilizza le idee musicali presentate nell'esposizione. All'inizio c'è un'insistente sovrapposizione delle battute di apertura insieme all'idea discendente del secondo tema. Alla misura 77, l'altra metà del secondo tema fa la sua comparsa insieme al primo tema.
Dopo lo sviluppo musicalmente instabile, la ricapitolazione della forma sonata inizia alla misura 95. Il primo tema a otto battute è ripreso nella chiave originale, sebbene ora modificato in modo da condurre direttamente al secondo tema, senza alcuna transizione tra di loro. Il secondo tema rimane invariato, ora trasposto nella chiave radice di F# maggiore.
La coda che segue alla misura 125 può essere suddivisa in due parti. La prima è una trionfante affermazione fortissimo del motivo discendente del secondo tema rispetto al primo tema. La seconda parte è una trasposizione esatta della codetta dell'esposizione (che presenta anche la stessa sovrapposizione tematica), che porta l'intero movimento ad un finale calmo.

### Allegretto
Allo stesso modo, le costanti ripetizioni delle terzine in sedicesima tipo barocco nella parte centrale dell'Allegretto creano lo "stato di grazia".

### Andante
Un'idea più romantica è l'uso della forma ciclica nel collegare gli ultimi due movimenti con un ricordo pianissimo del tema Drammatico e nella riaffermazione Maestoso del tema Andante come culmine estatico del finale. Compositori russi come Čajkovskij o Rachmaninov hanno spesso ribadito il tema lirico del movimento finale come coda culminante (ad esempio nei concerti per pianoforte). Skrjabin mostra più audacia nell'uso del tema del movimento "lento" e ciò potrebbe aver portato a ulteriori esperimenti con una condensazione della forma nelle successive due sonate. L'impegno dei due movimenti della Sonata n. 4 sembra essere strettamente correlato agli ultimi due movimenti della n. 3 e l'apice del movimento Prestissimo volando (Focosamente, giubiloso) è una versione estatica del tema principale dell'Andante (dolcissimo). Un'ulteriore condensazione in una sonata a un solo movimento si è verificata nella quinta sonata e, ancora una volta, il culmine (estatico) è una riaffermazione del tema del Languido (dolcissimo).

### Presto con fuoco
Come Wagner, i tratti modernisti di Skrjabin possono essere visti come il risultato dell'uso di mezzi sempre più radicali per esprimere idee romantiche. La compressione del tema del finale nella sua triplice affermazione conclusiva (che segnala il "tuffo dell'anima nell'abisso del non essere") non suona più romantica.
Dopo questo finale, ci si aspetta in qualche modo di sentire di nuovo l'apertura "Drammàtico" del primo movimento. Skrjabin (che lo indulgeva in speculazione teosofica) ha creato un "ciclo cosmico" aprendo e chiudendo la sonata con un segnale energico molto simile. In un'esecuzione dell'Andante di questa sonata, Skrjabin avrebbe esclamato: "Qui le stelle cantano!"
Con l'apparizione finale del tema del movimento lento alla fine del finale, Skrjabin costruisce l'anticipazione di un gran finale in Fa diesis maggiore e quindi vanifica le nostre aspettative, concludendo il lavoro in modo cupo.